# 충효로 (순창 장수)
충효로(Chunghyo-ro)는 전북특별자치도 순창군 적성면 괴정리 괴정삼거리와 임실군을 거쳐 장수군 산서면 동화리 시장삼거리를 잇는 전북특별자치도의 도로이다. 전 구간 국도 제13호선에 속한다.

## 연혁
- 2009년 7월 10일 : 2개 이상 시·군에 걸쳐 있는 도로로 충효로를 고시[1]

## 주요 경유지
전북특별자치도
- 순창군 (적성면 · 동계면) - 임실군 (삼계면 · 오수면 · 지사면) - 장수군 산서면

## 노선
| 이름                     | 접속 노선                                              | 소재지 | 소재지             | 비고                   |
| ------------------------ | ------------------------------------------------------ | ------ | ------------------ | ---------------------- |
| 괴정삼거리               | 국도 제13호선 국도 제21호선 국도 제24호선 (담순로)     | 순창군 | 적성면             | 국도 제13, 21호선 구간 |
| 신괴정교                 |                                                        | 순창군 | 적성면             | 국도 제13, 21호선 구간 |
| 서호교                   | 서호길                                                 | 순창군 | 적성면             | 국도 제13, 21호선 구간 |
| 서호교                   | 서호길                                                 | 순창군 | 동계면             | 국도 제13, 21호선 구간 |
| 현포삼거리               | 동계로 마상길                                          | 순창군 |                    | 국도 제13, 21호선 구간 |
| 현포교                   |                                                        | 순창군 |                    | 국도 제13, 21호선 구간 |
| 연산사거리               | 국도 제21호선 지방도 제717호선 (강동로) 동계1길 연산길 | 순창군 |                    | 국도 제13, 21호선 구간 |
| 장동삼거리               | 주월길                                                 | 순창군 | 국도 제13호선 구간 |                        |
| (동마동)                 | 동마동길                                               | 순창군 | 국도 제13호선 구간 |                        |
| (장항)                   | 장항길                                                 | 순창군 | 국도 제13호선 구간 |                        |
| (이동)                   | 이동길                                                 | 순창군 | 국도 제13호선 구간 |                        |
| (후천)                   | 후천길                                                 | 임실군 | 국도 제13호선 구간 | 삼계면                 |
| 후천교                   |                                                        | 임실군 | 국도 제13호선 구간 | 삼계면                 |
| (유천교 동단)            | 지방도 제745호선 (임삼로)                              | 임실군 | 국도 제13호선 구간 | 삼계면                 |
| (괘평)                   | 괘평2길                                                | 임실군 | 국도 제13호선 구간 | 삼계면                 |
| 박사골희망마을체육공원   | 해곡로                                                 | 임실군 | 국도 제13호선 구간 | 삼계면                 |
| 덕계교                   |                                                        | 임실군 | 국도 제13호선 구간 | 삼계면                 |
| 덕계사거리               | 노산로 두천로                                          | 임실군 | 국도 제13호선 구간 | 삼계면                 |
| (신기)                   | 오지길                                                 | 임실군 | 국도 제13호선 구간 | 삼계면                 |
| (오지리)                 | 만취정로                                               | 임실군 | 국도 제13호선 구간 | 삼계면                 |
| 비린내고개               |                                                        | 임실군 | 국도 제13호선 구간 | 삼계면                 |
| 오수면                   |                                                        | 임실군 | 국도 제13호선 구간 |                        |
| 대명리                   | 오수로                                                 | 임실군 | 국도 제13호선 구간 |                        |
| 오수역 오수교            |                                                        | 임실군 | 국도 제13호선 구간 |                        |
| 오수사거리               | 오수로                                                 | 임실군 | 국도 제13호선 구간 |                        |
| 오수면사무소             | 삼일로                                                 | 임실군 | 국도 제13호선 구간 |                        |
| (둔남경로당)             | 오수4길                                                | 임실군 | 국도 제13호선 구간 |                        |
| (오수성당)               | 오수2길                                                | 임실군 | 국도 제13호선 구간 |                        |
| 남악 교차로              | 국도 제17호선 (춘향로) 남악길                          | 임실군 | 국도 제13호선 구간 |                        |
| 남악교                   |                                                        | 임실군 | 국도 제13호선 구간 |                        |
| (계산)                   | 옥금로                                                 | 임실군 | 국도 제13호선 구간 | 지사면                 |
| 지사사거리               | 방계4길                                                | 임실군 | 국도 제13호선 구간 | 지사면                 |
| 무병교                   |                                                        | 임실군 | 국도 제13호선 구간 | 지사면                 |
| (무병교 북단 회전교차로) | 덕재로                                                 | 임실군 | 국도 제13호선 구간 | 지사면                 |
| 지사교                   | 영천2길                                                | 임실군 | 국도 제13호선 구간 | 지사면                 |
| (사촌)                   | 영원로                                                 | 임실군 | 국도 제13호선 구간 | 지사면                 |
| (영천교 북단)            | 사상로                                                 | 임실군 | 국도 제13호선 구간 | 지사면                 |
| 대창교                   |                                                        | 장수군 | 국도 제13호선 구간 | 산서면                 |
| 시장삼거리               | 지방도 제721호선 (산성로)                              | 장수군 | 국도 제13호선 구간 | 산서면                 |
| 비행로와 직결            |                                                        |        |                    |                        |

## 주요 건물 및 시설
- 동계파출소 (전북특별자치도 순창군 적성면 충효로 347)
- 삼계면사무소 (전북특별자치도 임실군 삼계면 충효로 1281)
- 삼계보건지소 (전북특별자치도 임실군 삼계면 충효로 1284-8)
- 삼계치안센터 (전북특별자치도 임실군 삼계면 충효로 1286)
- 임실삼계우체국 (전북특별자치도 임실군 삼계면 충효로 1293)
- 송정보건진료소 (전북특별자치도 임실군 삼계면 충효로 1451)
- 사랑요양원 (전북특별자치도 임실군 삼계면 충효로 1623-4)
- 오수역 (전북특별자치도 임실군 오수면 충효로 1967-19)
- 임실군립오수도서관 (전북특별자치도 임실군 오수면 충효로 2050)
- 세원아파트 (전북특별자치도 임실군 오수면 충효로 2050-6)
- 오수초등학교 (전북특별자치도 임실군 오수면 충효로 2059)
- 오수성당 (전북특별자치도 임실군 오수면 충효로 2064)
- 오수지구대 (전북특별자치도 임실군 오수면 충효로 2095-7)
- 임실군문화체육센터 (전북특별자치도 임실군 오수면 충효로 2096-16)
- 오수중학교 (전북특별자치도 임실군 오수면 충효로 2099-15)
- 오수고등학교 (전북특별자치도 임실군 오수면 충효로 2099-23)
- 계산마을회관 (전북특별자치도 임실군 지사면 충효로 2239-1)
- 지사면문화회관 (전북특별자치도 임실군 지사면 충효로 2385)
- 임실지사우체국 (전북특별자치도 임실군 지사면 충효로 2411)
- 지사치안센터 (전북특별자치도 임실군 지사면 충효로 2413)
- 지사면사무소 (전북특별자치도 임실군 지사면 충효로 2437)
- 지사보건지소 (전북특별자치도 임실군 지사면 충효로 2451-5)
- 지사중학교 (전북특별자치도 임실군 지사면 충효로 2469)
- 김개인생가지 (전북특별자치도 임실군 지사면 충효로 2643)